# Inferno (Strindberg)
Inferno - em português Inferno - é uma narrativa autobiográfica do escritor sueco August Strindberg, publicada originalmente em 1879.
O autor descreve de forma literária e documental a crise mental por que passou entre 1894 e 1896, quando tinha estado na França e na Áustria. É uma obra inovadora, pela forma como apresenta as vivências psicológicas dessa crise, numa tentativa de exprimir e compreender o seu próprio inconsciente.